# Parafia greckokatolicka Podwyższenia Krzyża Pańskiego w Ińsku
Parafia greckokatolicka pw. Podwyższenia Krzyża Pańskiego w Ińsku – parafia greckokatolicka w Ińsku 
. Parafia należy do eparchii wrocławsko-koszalińskiej i znajduje się na terenie dekanatu koszalińskiego.

## Historia parafii
Parafia greckokatolicka pw. Podwyższenia Krzyża Pańskiego funkcjonuje od 1971 r., księgi metrykalne są prowadzone od roku 1972.

## Świątynia parafialna
Nabożeństwa odbywają się w kościele rzymskokatolickim pw. św. Józefa.